# Scandinavica (tidskrift)
Scandinavica är en akademisk tidskrift för skandinaviska studier som först publicerades i maj 1962. Tidskriften kommer med två nummer per år.
Redaktör är Claire Thomson, docent i Scandinavian Film och chef för Department of University College London Scandinavian Studies.
James McFarlane var redaktör mellan 1974 och 1991.